# Музика Оману
На музику Оману сильно вплинуло прибережне положення країни, завдяки якому моряки могли тісно контактувати з жителями Єгипту, Танзанії та інших країн і переймати звідти музику. Свій слід залишили і португальці, під владою яких країна перебувала в XVI—XVII століттях. Сильний вплив на музику Оману надають сусідні країни (ОАЕ, Саудівська Аравія, Ємен). На відміну від музики інших арабських країн, в оманській музиці велику роль відіграє ритм.
Традиційна музика виконується під час всіх найважливіших подій у житті оманця. Вона супроводжує народження, обрізання, весілля і смерть. На відміну від багатьох інших арабських країн, музику в Омані виконують і чоловіки, і жінки різного віку. Музичні та танцювальні форми Ліва і Фанн ат Танбура виконуються в спільнотах нащадків банту регіону Великих Африканських озер. Співробітники Оманського центру традиційної музики стверджують, що арабська музика в Омані характеризується «тетрахордами з типовими для арабської музики інтервалами».
Одним з найвідоміших музикантів Оману є Салім Рашид Сурі, «співаючий моряк», співак і актор XX століття з Сура, який комбінував музичні традиції північній частині Перської затоки і країн Індійського океану.
В Омані є Королівський оперний театр Маскат, перший в регіоні Перської затоки оперний театр, центр музичного мистецтва і культури, а також симфонічний оркестр, який називається «королівським» (Royal Oman Symphony Orchestra), створений 1985 року
Також існує невелика андеграундна метал-сцена. До неї відносяться такі групи, як Arabia і Belos.